# Donji Cerovljani
Donji Cerovljani falu Horvátországban Sziszek-Monoszló megyében. Közigazgatásilag Hrvatska Dubicához tartozik.

## Fekvése
Sziszektől légvonalban 45, közúton 54 km-re délkeletre, községközpontjától 3 km-re északra a Báni végvidéken a Sunjáról Hrvatska Dubicára vetező 224-es számú főút mentén, Gornji Cerovljani a Hrvatska Dubica között fekszik. A falutól keletre halad át a Zágráb – Novszka vasútvonal, melyen a falunak vasútállomása van.

## Története
Területe már a rómaiak előtt is ismert volt, ezt igazolja a határában, a mezőn talált római pénzérme. A település neve 1407-ben bukkan fel először írásos forrásban „Cheroch possessio” alakban. 1464-ben „Czerowecz” néven említik. E vidéket 1461-ben támadta először a török. 1483-ban a közeli Dubicánál győzte le Frangepán Bernardin serege a törököt. 1513-ban a török ismét megtámadta a határvidéket és elfoglalta Dubicát, de augusztus 16-án Dubica mellett az Una és a Száva közötti mezőn Beriszló Péter horvát bán aratott nagy győzelmet felettük. A csatában mintegy kétezer török harcos, köztük négy rangos tiszt esett el, az ötödik pedig rabságba esett. a zsákmányt a bán Ulászló királynak küldte el. A velencei-török háború során 1538-ban a falu területe újra a törököké lett és egészen 1685-ig török kézen volt. A török uralom idején a banjalukai szandzsák része. 
A törökellenes felszabadító harcok keretében Erdődy Miklós horvát bán 1685-ben adta ki a parancsot a töröknek az Una folyóig történő visszaszorítására. Ennek során foglalták vissza a térséget a császári erők. A kialakult erőviszonyokat az 1699-es karlócai béke szentesítette, ezzel a határ hivatalosan is az Una folyóhoz került vissza. A térségbe már 1687-től megkezdődött a keresztény lakosság betelepítése. Cerovljanira Boszniából érkezett katolikus horvátokat és pravoszláv szerbeket is telepítettek. 1703-ban Lipót császár az egész Una és Kulpa közötti térséget a bán katonai parancsnoksága alá rendelte, ezzel létrejött a Báni végvidék (horvátul Banija, vagy Banovina). A 18. században két nagy törökellenes háború is dúlt 1716 és 1718, illetve 1737 és 1739 között. Az elsőben a császári hadak felszabadították Észak-Boszniát és Szerbiát, de a másodikban újra elveszítették ezeket a területeket. 1718 és 1871, a katonai közigazgatás megszüntetése között katonai irányítás alatt állt. 1742-ben a török ismét betört az Unamentére végigpusztítva azt. 1749-ben a Báni végvidéket átszervezték, két ezredre, a glinaira és a kostajnicaira osztották fel. 
A falu 1774-ben az első katonai felmérés térképén „Dorf Czerovlany” néven szerepel. A település 1809 és 1813 között francia uralom alatt állt. Nagy Lajos 1829-ben kiadott művében „Cerovlyani” néven 71 házzal és 355, többségben ortodox vallású lakossal találjuk. A katonai közigazgatás megszüntetése után Zágráb vármegye Kostajnicai járásának része volt. 1857-ben 399, 1910-ben 404 lakosa volt. 
1918-ban az új szerb-horvát-szlovén állam, majd később Jugoszlávia része lett. Különösen nehéz időszakot élt át a község lakossága a II. világháború alatt. 1941-ben a németbarát Független Horvát Állam része lett. A háború után a lakosság főként mezőgazdasággal és állattartással foglalkozott. A fiatalok a közeli városok ipari üzemeibe mentek dolgozni. 1991-ben a háború előtt lakosságának 63%-a szerb, 23%-a horvát nemzetiségű volt. 1991-ben elfoglalták a szerb erők és a horvát lakosságnak menekülnie kellett. 1995. augusztus 5-én a Vihar hadművelet elején szabadították fel a horvát erők. A szerb lakosság többsége elmenekült. A településnek 2011-ben 76 lakosa volt.

## Népesség
| Lakosság változása | Lakosság változása | Lakosság változása | Lakosság változása | Lakosság változása | Lakosság változása | Lakosság változása | Lakosság változása | Lakosság változása | Lakosság változása | Lakosság változása | Lakosság változása | Lakosság változása | Lakosság változása | Lakosság változása | Lakosság változása |
| ------------------ | ------------------ | ------------------ | ------------------ | ------------------ | ------------------ | ------------------ | ------------------ | ------------------ | ------------------ | ------------------ | ------------------ | ------------------ | ------------------ | ------------------ | ------------------ |
| 1857               | 1869               | 1880               | 1890               | 1900               | 1910               | 1921               | 1931               | 1948               | 1953               | 1961               | 1971               | 1981               | 1991               | 2001               | 2011               |
| 399                | 346                | 324                | 374                | 406                | 404                | 430                | 496                | 438                | 426                | 430                | 426                | 364                | 265                | 90                 | 76                 |

## Nevezetességei
A faluban csak egy fa harangláb áll.